# Felipe Fernández García
Felipe Fernández García (San Pedro de Trones, 30 agosto 1935 – San Cristóbal de La Laguna, 6 aprile 2012) è stato un vescovo cattolico spagnolo.

## Biografia
Fu ordinato sacerdote per la diocesi di Plasencia il 28 luglio 1957.
Fu nominato vescovo di Avila da papa Paolo VI e ricevette la consacrazione episcopale il 28 novembre 1976 per l'imposizione delle mani dell'arcivescovo Luigi Dadaglio (creato cardinale nel 1985) presso la cattedrale di Avila. Il 12 giugno del 1991 papa Giovanni Paolo II lo trasferì alla sede di Tenerife; il 25 luglio successivo ha preso possesso della diocesi nivariense. In questa sede ordinò 68 sacerdoti diocesani, 5 religiosi e 2 diaconi permanenti.
Tra le attività pastorali durante gli anni di episcopato si evidenzia il completamento del Primo Sinodo diocesano nivariense.
Inoltre istituì nel 2001 i trasferimenti settennali dell'immagine della Vergine della Candelaria (patrona delle Isole Canarie) alle città di Santa Cruz de Tenerife (capitale dell'isola di Tenerife) e San Cristóbal de La Laguna (capitale della diocesi), cominciando con il trasferimento della Vergine a Santa Cruz nel 2002 e proseguendo con il trasferimento a La Laguna nel 2009 e così via e così via ogni sette anni tra le due città.
Durante il suo pontificato a Tenerife, il 30 luglio 2002, ebbe luogo la canonizzazione in Guatemala di Pedro de San José de Bethencourt, che divenne il primo canarino ad essere canonizzato dalla Chiesa cattolica. Felipe Fernández partecipò a questa canonizzazione insieme a una grande rappresentanza delle Canarie. La cerimonia fu presieduta da papa Giovanni Paolo II.
Il 29 giugno 2005, all'età di 70 anni divenne vescovo emerito, in seguito all'accoglimento delle sue dimissioni, presentate nel settembre 2004 a causa della malattia di Parkinson. Fu l'undicesimo vescovo della diocesi di San Cristóbal de La Laguna. Il 4 settembre 2005 ha preso possesso della diocesi il suo successore Bernardo Álvarez Afonso.
È morto il 6 aprile 2012 a 76 anni a causa di gravi problemi respiratori ed è stato sepolto nella chiesa della Concezione di San Cristóbal de La Laguna il 10 aprile 2012.

## Genealogia episcopale
La genealogia episcopale è:
- Cardinale Scipione Rebiba
- Cardinale Giulio Antonio Santori
- Cardinale Girolamo Bernerio, O.P.
- Arcivescovo Galeazzo Sanvitale
- Cardinale Ludovico Ludovisi
- Cardinale Luigi Caetani
- Cardinale Ulderico Carpegna
- Cardinale Paluzzo Paluzzi Altieri degli Albertoni
- Papa Benedetto XIII
- Papa Benedetto XIV
- Papa Clemente XIII
- Cardinale Marcantonio Colonna
- Cardinale Giacinto Sigismondo Gerdil, B.
- Cardinale Giulio Maria della Somaglia
- Cardinale Carlo Odescalchi, S.I.
- Cardinale Costantino Patrizi Naro
- Cardinale Lucido Maria Parocchi
- Papa Pio X
- Cardinale Gaetano De Lai
- Cardinale Raffaele Carlo Rossi, O.C.D.
- Cardinale Amleto Giovanni Cicognani
- Cardinale Luigi Dadaglio
- Vescovo Felipe Fernández García